# Арамази
Арамази (чув. Арамаси) — легендарная гора в чувашской мифологии, согласно фольклорным данным, связанная с исторической прародиной чувашского народа. Упоминается в четырёх различных легендах и соотносится в тех же легендах с Кавказом и кавказскими горами. Гипотеза о переселении чувашей с территорий Северного Кавказа в Среднее Поволжье имеет свои подтверждения не только на основе исторических данных, но и на основе чувашской мифологии и фольклора.

## Этимология
«В грузинской мифологии один из древних богов, живший на горе Армазис, назывался Арамзи. Некоторые чувашские языковеды пытаются вывести Арамази от имени доброго бога Агура-Мазды (Ахурамазда, греч. Ормузд, Оромаз) или от имени бога-творителя Армаста в зороастризме».

## В легендах об Улпе
В одной из легенд великан Улп спустился с высокой горы Арамази, чтобы поведать людям правду и бороться со злом, но был навечно прикован к вершине горы цепями  за невыполнение заветов отца – громовержца Аслади. После чего Улп повелел своим сыновьям переселится на север, где они обретут новую родину.
В другой легенде богатырь Улп жил у подножия горы Арамази и пас несметные стада.  Когда начался потоп, богатырь-кузнец Азамат помог Улпу перебраться от подножий горы Арамази к берегам Волги, построив для него чудесный железный мост сверкающий семью цветами.